# Pandrethan-Tempel

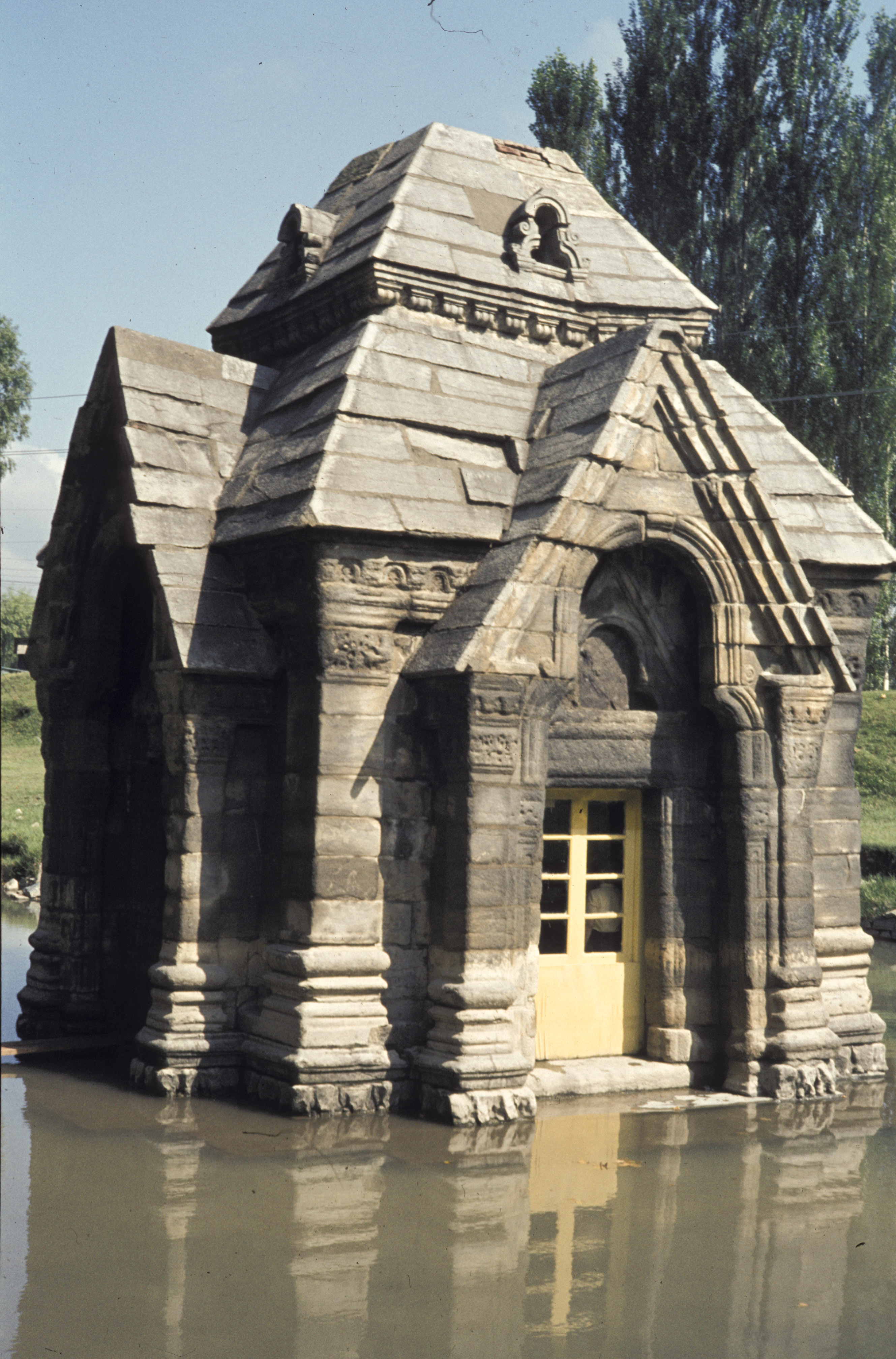
Pandrethan-Tempel (1981)

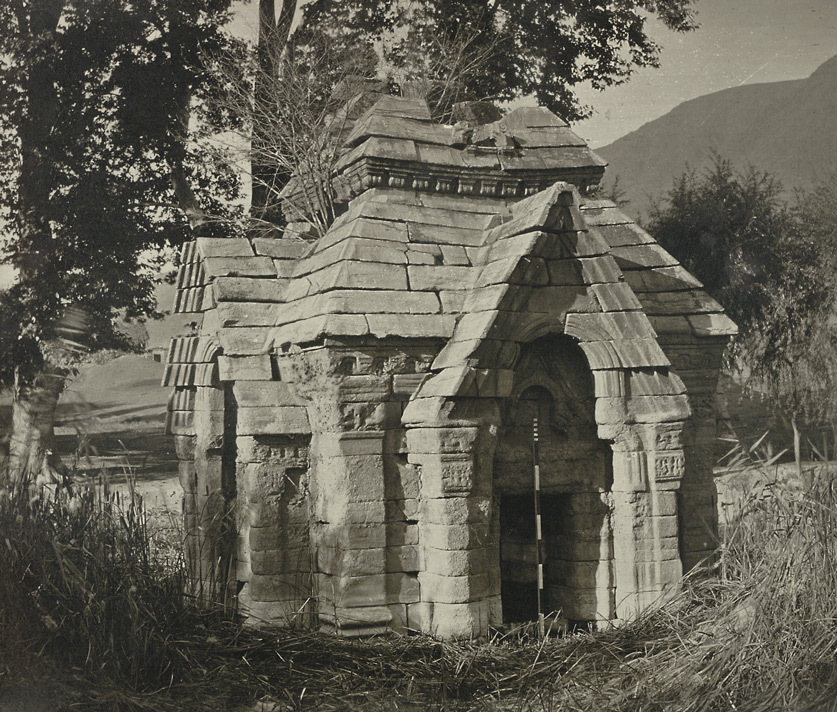
Pandrethan-Tempel (1868)

Der Pandrethan-Tempel (manchmal auch Paani- oder Meruvardhana-Tempel genannt) ist ein vergleichsweise gut erhaltener frühmittelalterlicher Tempel bei der Millionenstadt Srinagar im von Indien verwalteten Teil von Kaschmir. Aufgrund der vorgefundenen Götterfiguren war er entweder Shiva oder Vishnu geweiht.

## Lage
Der Pandrethan-Tempel befindet sich auf dem Nordufer des Jhelam-Flusses ca. 10 km südöstlich der Stadt Srinagar in einer Höhe von knapp 1600 m.

## Geschichte
Der Bau wird in die Zeit von Meru Vardhana, einem Minister des Königs Partha (reg. 906–921) datiert. Durch Erdbeben leicht beschädigt, überstand er – wahrscheinlich wegen seiner nur lokalen Bedeutung – den Zerstörungsfeldzug des muslimischen Eroberers Sikandar Butshikan zu Beginn des 15. Jahrhunderts. Von den Briten zu Beginn des 19. Jahrhunderts „wiederentdeckt“, wurde er kurz danach restauriert. Eine erneute Restaurierung fand im Jahr 2021 statt.

## Architektur
Vergleichbar dem Sonnentempel von Martand ist der Tempel (je nach Regenfällen) umgeben von einer Wasserfläche; nur ein (rekonstruierter) Zugang führt zu dem vollkommen symmetrischen, auf quadratischem Grundriss von nur etwa 5,30 m Seitenlänge sich erhebenden vierportaligem Bau. Alle Portale sind leicht vorgezogen und haben Rundbögen mit Giebelfronten – eine Seltenheit in Indien und eigentlich nur in Kaschmir zu finden. Das aus exakt behauenen, abgeschrägten Steinen konstruierte pyramidale Dach ist etwa auf halber Höhe abgestuft; die Spitze fehlt.

## Skulptur
Im Innern des Tempels wurden Götterbildnisse von Shiva und Vishnu sowie von den zumeist der shivaitischen Sphäre angehörenden Göttinnen Ganga, Chamunda, Vaishnavi, Varahi und Indrani (siehe auch: Matrikas) entdeckt.